# Daniel Howard
Daniel E. Howard, född 4 augusti 1861, död 9 juli 1935, var Liberias president 1 januari 1912 till 5 januari 1920.